# Cochliobolus carbonum
Cochliobolus carbonum är en svampart som beskrevs av R.R. Nelson 1959. Cochliobolus carbonum ingår i släktet Cochliobolus och familjen Pleosporaceae.   Inga underarter finns listade i Catalogue of Life.